# Petit Vignemale
Petit Vignemale – szczyt w Pirenejach. Leży w południowej Francji, w departamencie Pireneje Wysokie, przy granicy z Hiszpanią. Należy do podgrupy Pireneje Środkowo-Zachodnie w Pirenejach Centralnych.
Pierwszego wejścia dokonał La Baumelle w sierpniu 1798 r.